# Rui Faria
Rui Filipe Da Cunha Faria (nascut el 14 de juny de 1975 a Balugães, Barcelos), conegut simplement com a 'Rui Faria', és un entrenador de futbol portuguès associat a José Mourinho. Va treballar amb Mourinho al Reial Madrid CF com a preparador físic.

## Biografia

### Inicis
Faria va néixer a Balugães, Portugal. Igual que José Mourinho, es va graduar en educació física i no va jugar mai a futbol com a professional. L'educació de Faria el va portar a un seminari al Camp Nou on Mourinho estava treballant com assistent de Louis van Gaal. Mourinho va veure en ell una persona treballadora i positiva, i quan ell va fitxar per la UD Leiria l'abril de 2001 va contractar Faria com a preparador físic.

### Trajectòria com a entrenador
Durant els seus inicis al UD Leiria al confeccionar un nou règim de condicionament físic amb Mourinho, es va produir un enfrontament amb els directius del club. Des de llavors, tots dos han estat inseparables, van anar al FC Porto el gener de 2002. El 2003 van guanyar la Lliga, la Copa, la UEFA en la mateixa temporada, i el 2004 varen aconseguir la lliga portuguesa i la Lliga de Campions. Faria, seguint a Mourinho, va fitxar pel Chelsea FC on entrenà fins a finals del 2007.
El 2008 van anar a l'Inter de Milà on guanyaren la lliga, la copa i la Lliga de Campions el 2010. Des de la temporada 2010-11, Faria ha estat entrenador físic del Reial Madrid juntament amb Mourinho, Morais i Louro.
Ha treballat al costat de Mourinho des del 2002, fixant un rècord de vuit anys sense perdre cap partit de lliga com a local. El rècord acabà amb una derrota 0-1 contra el Sporting de Gijón.
Rui Faria és conegut per ser expulsat sovint de la banqueta. Per això, el seu sobrenom en el futbol és l'"àngel perdut".